# الثورة العرابية

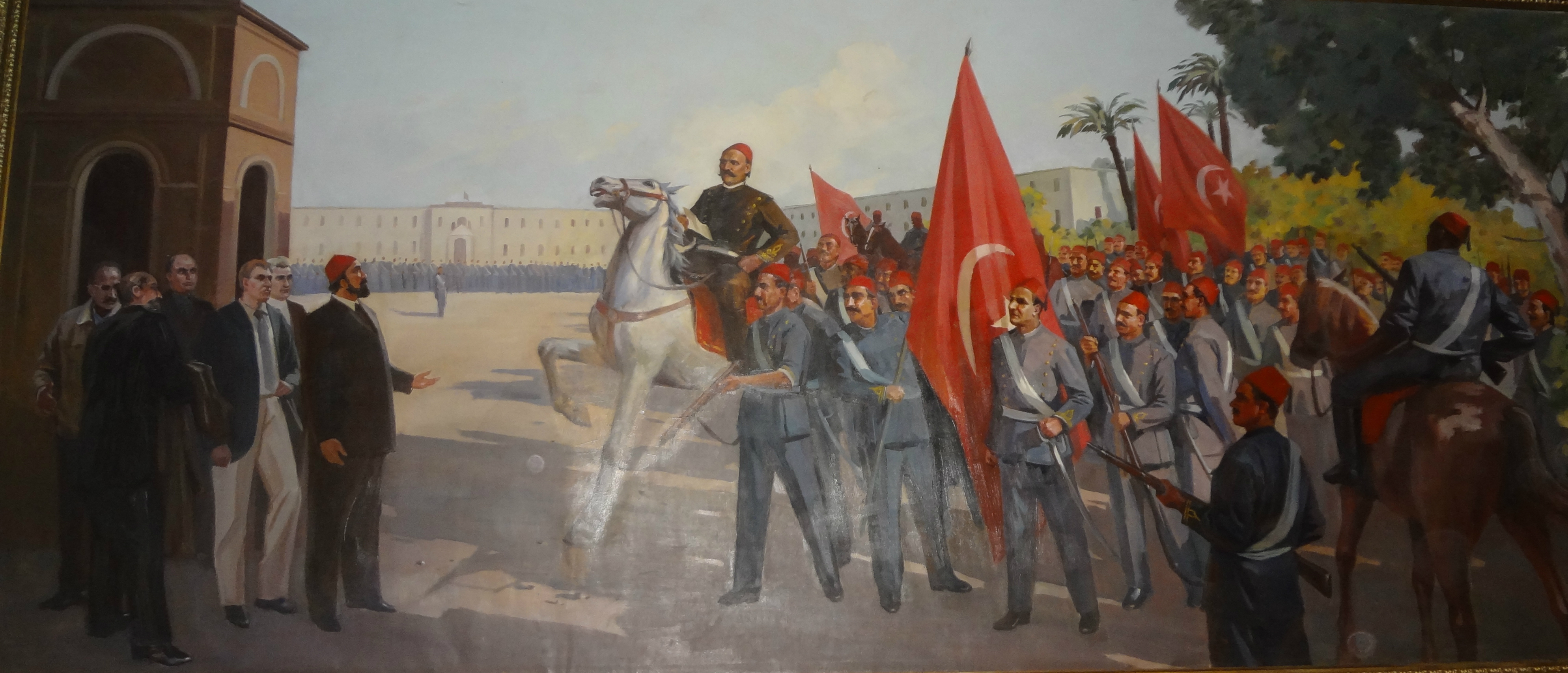
جدارية تصور أحمد عرابي وهو يقابل الخديوي توفيق ويعرض عليه مطالب الشعب.

الثورة العرابية هي الثورة التي قادها أحمد عرابي في فترة 1879-1882 ضد الخديوي توفيق والتدخل الاجنبي في مصر وسميت آنذاك هوجة عرابي.
في البداية طالب عرابي بضرورة مساواة الضباط والجنود المصريين مع زملائهم من الأتراك والشراكسة ولكن تم القبض على عرابي وزملاءه ولكن أنقذه أحد الظباط المصريين وافرج عنهم وحظي بدعم كبير من الجيش المصري، ثم بعدها حصل على تأييد واسع من الشعب المصري مما دفعه للتقدم إلى الخديوي توفيق وتقديم مطالب الشعب المصري وكانت تتمثل في تغيير الحكومة و إنشاء برلمان وتعزيز الجيش المصري.
وافق الخديو على المطالب بعد مشاورات مع القنصل الإنجليزي والفرنسي، وشكلت وزارة جديدة برئاسة محمود سامي البارودي والذي عين فيها عرابي وزيراً للحربية.
وقعت بعدها العديد من الأحداث السياسية مثل واقعة الإسكندرية والذي جعل بريطانيا تستغلها ذريعة للتدخل عسكرياً في مصر، وارسلت بالفعل قواتها وقصفت الإسكندرية ثم توجهت إلى كفر الدوار ولكنها حظيت بهزيمة وتراجعت، وبعدها ارسلت قواتها إلى قناة السويس ووصلت الإسماعيلية ووقعت معركة القصاصين ثم معركة التل الكبير وبسبب الخيانات سقط عرابي والجيش المصري وتعرض لخسائر ضخمة.
وقبض على عرابي وزملائه وكافة قادة الثورة، وصدر قرار بإعدامهم وتحول إلى النفي وأنتهت بعدها الثورة العرابية.

## الأسباب
حادثة عرابي باشا التي وقعت عام 1881-1882م كانت بحسب الرأي الشائع رد فعل الضباط المصريين ضد قادتهم الأتراك الذين لا يريدون ترقيتهم إلى الرتب العالية، وصداماً بين القومية العربية المصرية والقومية التركية.[بحاجة لمصدر] في حين أن عثمان رفقي باشا ناظر الجهادية أحد المتسببين الأوائل لتلك الحادثة هو من الجراكسة. والواقع أن تلك الحادثة التي عرفت باسم «مؤامرة الجراكسة» قد وقعت نتيجة لقيام الضباط الشراكسة من ذوي الرتب العالية بتحريض المؤيدين لهم من ذوي الرتب الصغيرة على عدم إطاعة ضباطهم المصريين من ذوي الرتب العالية. ولا شك أن عدم مشاركة الضباط «الأتراك» في تلك الحركة التي كانت تضم 150 شخصاً، وقيام العديد من القادة الكبار مثل شاهين باشا ودرامالي أحمد باشا ومرعشلي باشا بتأييد الحركة العرابية وإنما مناصرتها

## قيام الثورة
وبعد أن علم الأميرالاي أحمد عرابي بهذه القرارات اجتمع في منزله مع مجموعة من الرفاق من قادة الجيش في ليلة 16 يناير 1881 وأخذوا يتناقشون فيما بينهم بشأن التصدي لما يقوم به ناظر الجهادية من اضطهاد للضباط المصريين واتفقوا على اختيار احمد عرابي نائباً عنهم وقام عرابي بكتابة عريضة يطالب فيها بعزل ناظر الجهادية عثمان رفقي ووقع عليها هو وكل من الأميرالاي علي فهمي وعبد العال حلمي، وفي صباح 17 يناير توجهوا الي مقر نظارة الداخلية وسلموا العريضة وطلبوا تقديمها إلى رياض باشا، وفي 31 يناير اجتمع مجلس الوزراء برئاسة الخديوي وقرر تكليف وزير الحربية بإلقاء القبض على الضباط الثلاثة وتقديمهم للمحاكمة العسكرية.

### واقعة قصر النيل 1 فبراير 1881م
وفي 1 فبراير 1881 دعي وزير الحربية الضباط الثلاثة إلى قصر النيل وهناك تم القبض عليهم وتجريدهم من أسلحتهم وإيداعهم في قاعة السجن تمهيداً لمحاكمتهم، فلما علم الآلاي الأول بقشلاق عابدين بالقبض على الضباط الثلاثة أمر البكباشي محمد عبيد بسرعة التوجه إلى قصر النيل لتحرير زملائهم، وهجم جنود الآلاي على القصر، وهرب عثمان رفقي من أحد النوافذ، وقام البكباشي محمد عبيد بتحرير الضباط الثلاثة، وخرجوا جميعاً بقيادة أحمد عرابي وتوجهوا إلى ميدان عابدين فيما عرف بمظاهرة عابدين الأولى، وهنا وجد الخديوي نفسه مجبراً على قبول طلبات عرابي ورفاقه، ونتج عنها:
- موافقة الخديوي وهو مرغم على عزل عثمان رفقي وتعيين محمود سامي البارودي بدلا منه.
- ارتفاع شأن عرابي كزعيم وطني مناهض للنفوذ الأجنبي.

### مظاهرة عابدين 1881م

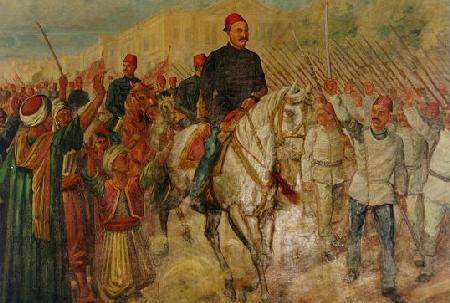
احمد عرابى امام قصر عابدين في 9 سبتمبر 1881 وحوله جماهير الشعب ينتظرون لقاء الخديوي توفيق لعرض مطالبهم.

في 9 سبتمبر 1881 وصلت الثورة العرابية إلى ذروتها حيث تحركت جميع الوحدات العسكرية المتمركزة في القاهرة إلى ميدان عابدين مع أحمد عرابي، بل شملت أيضا مشاركة الشعب المصري بكل طوائفه نتيجة نمو الوعي القومي وسخط الشعب من سوء الأحوال الاقتصادية، ومعاملة رياض باشا القاسية للمصريين، ووصل أحمد عرابي أمام قصر عابدين وخرج الخديوي توفيق ومعه القنصل البريطاني والمراقب المالي البريطاني وسط حرسه الخاص، وأعلن احمد عرابي مطالب الجيش والشعب المصري للخديوي توفيق، وهي:
1. عزل وزارة رياض باشا.
2. إنشاء مجلس نواب على النسق الأوروبي.
3. زيادة عدد الجيش إلى 18 ألف جندي «طبقاً للفرمان السلطاني».

فرد الخديوي «كل هذه الطلبات لا حق لكم فيها، وأنا ورثت ملك هذه البلاد عن آبائي وأجدادي، وما أنتم إلا عبيد إحساناتنا».
فرد عليه عرابي قائلاً «لقد خلقنا الله أحرارا ولم يخلقنا تراثا أو عقار فوالله الذي لا إله إلا هو لن نورث ولن نستعبد بعد اليوم».[بحاجة لمصدر]
استجاب الخديوي لمطالب الأمة، وعزل رياض باشا من رئاسة الوزارة، وعهد إلى شريف باشا بتشكيل الوزارة، وكان رجلا كريمًا مشهودًا له بالوطنية والاستقامة، فألف وزارته في (19 شوال 1298 هـ الموافق 14 سبتمبر 1881م)، وكان محمود سامى البارودى وزيرا للحربية بها، وسعى لوضع دستور للبلاد، ونجح في الانتهاء منه وعرضه على مجلس النواب الذي أقر معظم مواده، ثم عصف بهذا الجهد تدخل إنجلترا وفرنسا في شؤون البلاد بإرسال المذكرة المشتركة الأولى في 7 يناير 1882 والتي أعلنتا فيها مساندتهما للخديوي، وتأزمت الأمور، وتقدم شريف باشا باستقالته في (2 من ربيع الآخر 1299 هـ - 2 فبراير 1882 م) بسبب قبول الخديوي لتلك المذكرة.
وتشكلت حكومة جديدة برئاسة محمود سامي البارودي، وشغل عرابي فيها منصب وزير الحربية، وقوبلت وزارة البارودي بالارتياح والقبول من مختلف الدوائر العسكرية والمدنية؛ لأنها كانت تحقيقًا لرغبة الأمة، ومعقد الآمال، وكانت عند حسن الظن، فأعلنت الدستور، وصدر المرسوم الخديوي به في (18 ربيع الأول 1299 هـ / 7 فبراير 1882 م). وسميت هذه الوزارة باسم وزارة الثورة لأنها حققت رضا الشعب والجيش كليهما.

## بقاء عرابي في منصبه
غير أن عرابي بقي في منصبه بعد أن أعلنت حامية الإسكندرية أنها لا تقبل بغير عرابي ناظرًا للجهادية، فاضطر الخديوي إلى إبقائه في منصبه، وتكليفه بحفظ الأمن في البلاد، غير أن الأمور في البلاد ازدادت سوءًا بعد حدوث مذبحة الإسكندرية في (24 رجب 1299 هـ/يونيو 1882)، وكان سببها قيام مكاري (مرافق لحمار نقل) من مالطة من رعايا بريطانيا بقتل أحد المصريين فاستغلت إنجلترا الفرصة، فشب نزاع تطور إلى قتال سقط خلاله العشرات من الطرفين قتلى وجرحى.
وعقب الحادث تشكلت وزارة جديدة ترأسها إسماعيل راغب، وشغل «عرابي» فيها نظارة الجهادية (الحربية)، وقامت الوزارة بتهدئة النفوس، وعملت على استتباب الأمن في الإسكندرية، وتشكيل لجنة للبحث في أسباب المذبحة، ومعاقبة المسئولين عنها.
ولقد قدم محمود سامي البارودي استقالتة بسبب أنه عندما بدأت وزارة الثورة (وزارة محمود سامي البارودي وأحمد عرابي) قام أحمد عرابي بالإصلاحات في الجيش المصري حيث أنه اقتصر على ترقية المصريين مما أدى إلى مؤامرة اغتيال عرابي من الأتراك والشراكسة (بسبب: أن في وزارة عثمان رفقي اقتصرت الترقيات على الشراكسة والأتراك وعندما عين أحمد عرابي أزال الفوارق حيث أن الكل سواسية فغضب الشراكسة والأتراك واتفقو على مؤامرة اغتيال عرابي) تم كشف مؤامرة قام بها بعض الضباط الجراكسة لاغتيال البارودي وعرابي، وتم تشكيل محكمة عسكرية لمحاكمة المتهمين، فقضت بتجريدهم من رتبهم ونفيهم إلى أقاصي السودان، ولمّا رفع «البارودي» الحكم إلى الخديوي توفيق للتصديق عليه، رفض بتحريض من قنصلي إنجلترا وفرنسا، فغضب البارودي، وعرض الأمر على مجلس النظار، فقرر أنه ليس من حق الخديوي أن يرفض قرار المحكمة العسكرية العليا وفقًا للدستور، ثم عرضت الوزارة الأمر على مجلس النواب، فاجتمع أعضاؤه في منزل البارودي، وأعلنوا تضامنهم مع الوزارة، وضرورة خلع الخديوي ومحاكمته إذا استمر على دسائسه. انتهزت إنجلترا وفرنسا هذا الخلاف، وحشدتا أسطوليهما في الإسكندرية، منذرتين بحماية الأجانب، وقدم قنصلاهما مذكرة في 25 مايو 1882م إلى الإسكندرية ومطالبتهم بالآتي:
- إسقاط وزارة البارودي
- نفي عرابي إلى الخارج
- إبعاد علي فهمي وعبد العال حلمي إلى الأرياف.

وقد قابلت وزارة البارودي هذه المطالب بالرفض في الوقت الذي قبلها الخديوي توفيق، ولم يكن أمام البارودي سوى الاستقالة
وكان من نتائجها:
1. تقديم البارودي لاستقالته
2. التفاف الشعب حول عرابي وتثبيته في منصبة كوزير للحربية
3. حوادث الإسكندرية

## قصف الإسكندرية

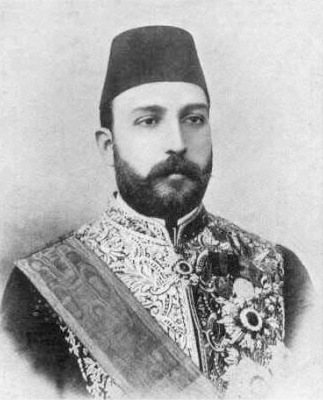
الخديوي توفيق.

دعت الدول الأوروبية وعلى رأسها إنجلترا وفرنسا إلى عقد مؤتمر الآستانة في عاصمة الدولة العثمانية للنظر في المسألة المصرية وتطورها. رفض السلطان العثماني في بادئ الأمر الاشتراك في هذا المؤتمر بحجة أن الحالة في مصر لا تستدعي التدخل في شؤونها ولكن المؤتمر استمر في عقد جلساته. تم عقد هذا المؤتمر في يوم 23 يونيه 1882 وأصدرت الدول المشاركة قرارا تعهدت فيه بعدم تدخلها في شؤون مصر ولكن اقترح مندوب إنجلترا أن تضاف إلى التعهد عبارة «إلا للضرورة القصوى»، ويعد هذا الاقتراح إعلانا عن نوايا إنجلترا لاحتلال مصر.
أعلنت إنجلترا تشككها في قدرة الحكومة الجديدة على حفظ الأمن، وبدأت في اختلاق الأسباب للتحرش بالحكومة المصرية وإيجاد الذريعة لغزو مصر، فانتهزت فرصة تجديد قلاع الإسكندرية وتقوية استحكاماتها، وإمدادها بالرجال والسلاح، وأرسلت إلى قائد حامية الإسكندرية إنذارًا في (24 شعبان 1299 هـ = 10 يوليو 1882 م) بوقف عمليات التحصين والتجديد، وإنزال المدافع الموجودة بها خلال 24 ساعة وإلا فسيتم ضرب الأسكندرية بالمدافع.
ولما رفضت الحكومة المصرية هذه التهديدات، قام الأسطول الإنجليزي في اليوم التالي بضرب الإسكندرية وتدمير قلاعها وتدمير أجزاء من أحياء الإسكندرية واضطر الكثير من الأهالي للهروب من المدينة، وواصل الأسطول القصف في اليوم التالي، فاضطرت المدينة إلى التسليم ورفع الأعلام البيضاء بعد تدمير أغلب المدينة، واضطر أحمد عرابي إلى التحرك بقواته إلى كفر الدوار، وإعادة تنظيم جيشه.
وبدلاً من أن يقاوم الخديوي المحتلين، استقبل في قصر الرمل بالإسكندرية الأميرال بوشامب سيمور قائد الأسطول البريطاني، وانحاز إلى الإنجليز، وجعل نفسه وسلطته الحكومية رهن تصرفهم حتى قبل أن يحتلوا الإسكندرية. فأثناء القتال أرسل الإنجليز ثلة من جنودهم ذوي الجاكتات الزرقاء لحماية الخديوي أثناء انتقاله من قصر الرمل إلى قصر رأس التين عبر شوارع الإسكندرية المشتعلة. ثم أرسل الخديوي إلى أحمد عرابي في كفر الدوار يأمره بالكف عن الاستعدادات الحربية، ويحمّله تبعة ضرب الإسكندرية، ويأمره بالمثول لديه في قصر رأس التين؛ ليتلقى منه تعليماته.

## مواجهة الخديوي ورفض قراراته

احمد عرابى.

### اجتماع الجمعية الوطنية يوليو 1882
رفض عرابي الانصياع للخديوي بعد موقفه من ضرب الإسكندرية، وبعث إلى جميع أنحاء البلاد ببرقيات يتهم فيها الخديوي بالانحياز إلى الإنجليز، ويحذر من اتباع أوامره، وأرسل إلى يعقوب سامي باشا وكيل نظارة الجهادية يطلب منه عقد جمعية وطنية ممثلة من أعيان البلاد وأمرائها وعلمائها للنظر في الموقف المتردي وما يجب عمله، فاجتمعت الجمعية في (غرة رمضان 1299هـ= 17 يوليو 1882م)، وكان عدد المجتمعين نحو أربعمائة، وأجمعوا على استمرار الاستعدادات الحربية ما دامت بوارج الإنجليز في السواحل، وجنودها يحتلون الإسكندرية.
وفي 6 رمضان 1299 هـ الموافق 22 يوليو 1882م عُقِد اجتماع في وزارة الداخلية، حضره نحو خمسمائة من الأعضاء، يتقدمهم شيخ الأزهر وقاضي قضاة مصر ومفتيها، ونقيب الأشراف، وبطريرك الأقباط، وحاخام اليهود والنواب والقضاة والمفتشون، ومديرو المديريات، وكبار الأعيان وكثير من العمد، فضلا عن ثلاثة من أمراء الأسرة الحاكمة.
في الاجتماع أفتى ثلاثة من كبار شيوخ الأزهر، وهم محمد عليش وحسن العدوي، والخلفاوي بمروق الخديوي عن الدين؛ لانحيازه إلى الجيش المحارب لبلاده، وبعد مداولة الرأي أصدرت الجمعية قرارها بعدم عزل عرابي عن منصبه، ووقف أوامر الخديوي ونظّاره وعدم تنفيذها؛ لخروجه عن الشرع الحنيف والقانون المنيف ولم يكتفوا بهذا بل جمعوا الرجال والأسلحة والخيول من قرى وعزب وكفور البلاد.

### تكوين جيش المقاومة الشعبية لدعم الجيش المصري
وقد قام العمدة محمد إمام الحوت عمدة الصالحية شرقية والعمدة عبد الله بهادر عمدة جهينة جرجاوية ببث الحماسة في الناس وجمع ما يستطيعون من الرجال والسلاح لدعم الدفاع عن البلاد فقد قدم العمدة عبد الله بهادر نحوا من 600 مقاتل من رجال جهينة المعروفون بالبأس والشجاعة و 140 فرس و 74 بندقية والعديد من الأسلحة الأخرى وكميات كبيرة من الغلال وقدم العمدة محمد إمام الحوت نحو من 40 مقاتل بعددهم وعتادهم وقدم سليمان زكي حكيم من أعيان مركز طوخ 41 فرس وأحمد حسني مأمور مركز ميت غمر قدم 33 بندقية.

### رد فعل الخديوي
وكان رد فعل الخديوي على هذا القرار هو عزل عرابي من منصبه، وتعيين عمر لطفي محافظ الإسكندرية بدلاً منه، ولكن عرابي لم يمتثل للقرار، واستمر في عمل الاستعدادات في كفر الدوار لمقاومة الإنجليز.

### معركة كفر الدوار
بعد انتصار عرابي في معركة كفر الدوار والتي كان قائدها طلبة عصمت، أرسل عرابي إلى يعقوب سامي يدعوه إلى عقد اجتماع للجمعية العمومية للنظر في قرار العزل.

### إغلاق قناة السويس
رفض دليسيبس ردم قناة السويس.

## معركة القصاصين
في 28 أغسطس 1882
أثناء تقدم الجيش البريطاني غربا في محافظة الإسماعيلية بقيادة الجنرال جراهام حوصر من قبل الأهالي العزُل فطلب الإمداد بمزيد من الذخيرة في الساعة 4:30 عصرا فوصلته الساعة 8:45 مساء مما مكنه من القيام بمذبحة كبيرة بين الأهالي.

## معركة التل الكبير
وكان موقع المعركة في التل الكبير بمحافظة الشرقية بالجمهورية العربية المصرية
حدثت معركة التل الكبير في 13 سبتمبر 1882م الموافق 29 شوال 1299 هـ الساعة 1:30 صباحا واستغرقت أقل من 30 دقيقة. الإنجليز فاجؤوا القوات المصرية المتمركزة في مواقعها منذ أيام والتي كانت نائمة وقت الهجوم. وألقي القبض على أحمد عرابي قبل أن يكمل ارتداء حذائه العسكري (حسب اعترافه أثناء رحلة نفيه إلى سيلان).
عقب المعركة قال الجنرال جارنت ولسلي قائد القوات البريطانية أن معركة التل الكبير كانت مثال نموذجي لمناورة تم التخطيط الجيد لها مسبقا في لندن، وكان التنفيذ مطابقا تماما كما لو كان الأمر كله لعبة حرب. إلا أنه أردف أن المصريون «أبلوا بلاءً حسناً» كما تشير خسائر الجيش البريطاني. اختار ولسلي الهجوم الليلي لتجنب القيظ ولمعرفته بتفشي العشى الليلي (بالإنجليزية: night blindness)‏ بشكل وبائي بين الجنود المصريين إلا أنه لاحظ أن الجنود النوبيين والسودانيين لم يعانوا من هذا المرض.

### استسلام حامية القاهرة
واصلت القوات البريطانية تقدمها السريع إلى الزقازيق حيث أعادت تجمعها ظهر ذلك اليوم، ثم استقلت القطار سكك حديد مصر إلى القاهرة التي استسلمت حاميتها بقيادة خنفس باشا قائدقلعة صلاح الدين عصـر نفس اليوم. وكان ذلك بداية الاحتلال البريطاني لمصر الذي ظل حتى استقلال مصر عام 1922م ولكن ظلت القوات البريطانية في في قناة السويس حتى توقيع إتفاقية الجلاء في 19 أكتوبر 1954م مع جمال عبد الناصر والتي تنص على جلاء القوات من قناة السويس خلال عشرين شهرا.

## محاكمة الثوار
بعد دخول الإنجليز مدينة القاهرة في 14 سبتمبر 1882 ووصول الخديوي لقصر عابدين في 25 سبتمبر 1882 عقدت محاكمة لأحمد عرابي وبعض قادة الجيش في المعركة وبعض العلماء والأعيان، ولقد احتجز أحمد عرابي في ثكنات العباسية مع نائبهِ طلبة باشا حتى انعقدت محاكمته في 3 ديسمبر 1882 والتي قضت بإعدامه، وخفف الحكم بعد ذلك مباشرة (بناء على اتفاق مسبق بين سلطة الاحتلال البريطاني والقضاة المصريين) إلى النفي مدى الحياة إلى جزيرة سرنديب (جزيرة سيلان)، وانتقل السفير البريطاني لدى الباب العالي، لورد دوفرن، إلى القاهرة كأول مندوب سامي - حيث أشرف على محاكمة أحمد عرابي، ونفى الأسطول البريطاني أحمد عرابي وزملائه عبد الله النديم ومحمود سامي البارودي إلى جزيرة سريلانكا (سيلان سابقاً) حيث استقروا بمدينة كولومبو لمدة 7 سنوات، بعد ذلك نقل أحمد عرابي والبارودي إلى مدينة كاندي بذريعة خلافات دبت بين رفاق الثورة، أما من ساندوا عرابي أو قاتلوا معه أو حرضوا الجماهير على القتال من العلماء (مثل الشيخ محمد عبده) والعمد والأعيان فقد كان الحكم أولا بقتل من أسموهم برؤس الفتنة من هؤلاء وعزل الباقين ثم خفف الحكم لعزل الجميع فعزلوا من مناصبهم وجردوا من نياشينهم وأوسمتهم ومنهم القائد العسكري إبراهيم فوزي.

## أسباب فشل الحركة العرابية
1. موقف الخديو توفيق: فقد ساند التدخل الأجنبي في شئون مصر منذ بداية توليه.
2. موقف ديليسبس: صاحب شركة قناة السويس، والذي اقنع عرابي بعدم ردم القناة لأن الإنجليز لا يستطيعوا المرور عبرها لأن القناة حيادية، ولكنه سمح للإنجليز بالمرور.
3. خيانة بعض بدو الصحراء : والذين اطلعوا الإنجليز على مواقع الجيش المصري.
4. خيانة بعض الضباط : وخاصة على يوسف، وقد ساعدوا الإنجليز على معرفة الثغرات في الجيش المصري.
5. موقف خنفس باشا قائد حامية القاهرة.
6. موقف السلطان العثماني : أعلن عصيان عرابي في 9 سبتمبر 1882 بتحريض من إنجلترا مما جعل الكثير من الأشخاص ينقلبوا ضده.
7. قوة أسلحة الإنجليز.
8. عنصر المفاجأة والذي استخدمه الإنجليز.

## العودة من النفي
عاد أحمد عرابي بعد 20 عامًا من نفيه ومحمود سامي البارودي بعد 18 عامًا وعاد عرابي بسبب شدة مرضه أما البارودي فعاد لاقتراب وفاته وإصابته بالعمى من شدة التعذيب.